# موتور محمد مهدي سجادي
موتور محمد مهدي سجادي (بالإنجليزية: Mowtowr-e Mohammad Mehdi Sajadi)‏ هي منطقة سكنية تقع في سيستان وبلوتشستان في إيران.